# Anthony Ferro
Anthony Ferro, (Etterbeek, 12 december 1980) is een gewezen Belgische atleet, die zich had toegelegd op de sprint. Hij nam verschillende malen deel aan de wereldkampioenschappen en Europese kampioenschappen en veroverde indoor en outdoor in totaal negen Belgische titels.

## Biografie
Ferro behaalde in 1999 zijn eerste Belgische indoortitel op de 200 m. Het jaar nadien was hij geselecteerd voor de Europese indoorkampioenschappen. Wegens een verstuiking kon hij echter niet deelnemen.
In 2001 wist Ferro zich op de 100 m met een persoonlijk record van 10,23 s tijdens de reeksen van het Belgisch kampioenschap te plaatsen voor de wereldkampioenschappen in Edmonton. Hij werd uitgeschakeld in de reeksen van de 100 m. Op de 4 x 100 m estafette liep hij samen met clubgenoot Nathan Bongelo, Kevin Rans en Erik Wymeersch naar 39,22, een Belgisch record. Dat was onvoldoende voor een finaleplaats.
Ferro werd begin 2002 alweer Belgisch indoorkampioen op de 200 m. Op de 60 m wist hij zich te plaatsen voor de EK indoor. Hij werd uitgeschakeld in de series. In 2003 nam hij opnieuw op de 4 x 100 m deel aan de WK in Parijs. Samen met Nathan Bongelo, Kristof Beyens en Xavier De Baerdemaker snelde hij naar 39,05, alweer een Belgisch record. Begin 2004 behaalde hij een derde indoortitel op de 200 m en kon hij zich met een persoonlijk record van 6,75 op de 60 m plaatsen voor de wereldkampioenschappen indoor. Hij werd alweer uitgeschakeld in de reeksen. Hij behaalde dat jaar ook een eerste outdoortitel op de 200 m.
In 2005 en 2006 behaalde Ferro twee opeenvolgende titels op de 100 m, maar hij kon zijn persoonlijke records uit 2001 nooit meer benaderen. In 2006 behaalde hij een eerste indoortitel op de 60 m. Hij nam dat jaar op de 4 x 100 m ook deel aan de Europese kampioenschappen. De ploeg haalde de eindmeet niet. In 2007 volgende nog een vierde indoortitel en een tweede outdoortitel op de 200 m.

### Clubs
Ferro was aangesloten bij CS Forestoise, stapte in 2005 over naar Excelsior Sporting Club en in 2007 naar Cercle Athlétique Brabant-Wallon.

## Belgische kampioenschappen
Outdoor
| Onderdeel | Jaar       |
| --------- | ---------- |
| 100 m     | 2005, 2006 |
| 200 m     | 2004, 2007 |

Indoor
| Onderdeel | Jaar                   |
| --------- | ---------------------- |
| 60 m      | 2006                   |
| 200 m     | 1999, 2002, 2004, 2007 |

## Persoonlijke records
Outdoor
| Onderdeel | Prestatie | Datum        | Plaats  |
| --------- | --------- | ------------ | ------- |
| 100 m     | 10,26 s   | 30 juni 2001 | Brussel |
| 200 m     | 20,74     | 1 juli 2001  | Brussel |

Indoor
| Onderdeel | Prestatie | Datum            | Plaats |
| --------- | --------- | ---------------- | ------ |
| 60 m      | 6,65 s    | 7 februari 2004  | Dour   |
| 200 m     | 21,09 s   | 23 februari 2001 | Gent   |

## Palmares

### 60 m
- 2000:  BK indoor AC – 6,82 s
- 2001:  BK indoor AC – 6,72 s
- 2002:  BK indoor AC – 6,79 s
- 2002: 4e in serie EK indoor in Wenen – 6,75 s
- 2004: 5e in serie WK indoor in Boedapest – 6,74 s
- 2005:  BK indoor AC – 6,74 s
- 2006:  BK indoor AC – 6,69 s
- 2009:  BK indoor AC – 6,79 s

### 100 m
- 1999: 4e EK U20 in Riga – 10,44 s
- 2000:  BK AC – 10,57 s
- 2001:  BK AC – 10,29 s (wind)
- 2001: 3e in ½ fin. EK U23 in Amsterdam – 10,69 s
- 2001: 4e in serie WK in Edmonton – 10,53 s
- 2002:  BK AC – 10,57 s
- 2003:  BK AC – 10,55 s
- 2004:  BK AC – 10,48 s
- 2005:  BK AC – 10,50 s
- 2006:  BK AC – 10,46 s
- 2007:  BK AC – 10,54 s

### 200 m
- 1999:  BK indoor AC – 21,54 s
- 1999:  BK AC – 21,14 s
- 1999: 7e EK U20 in Riga – 21,07 s (wind)
- 2000:  BK AC – 21,38 s
- 2001:  BK indoor AC – 21,22 s
- 2001:  BK AC – 20,74 s
- 2001: 5e in ½ fin. EK U23 in Amsterdam – 22,14 s
- 2002:  BK indoor AC – 21,46 s
- 2004:  BK AC – 20,97 s
- 2005:  BK AC – 21,02 s
- 2006:  BK AC – 21,07 s
- 2007:  BK AC – 20,79 s

### 4 x 100 m
- 2001: 5e in serie WK in Edmonton – 39,22 s (NR)
- 2003: 4e in serie WK in Parijs – 39,05 s (NR)
- 2006: DNF in serie EK in Göteborg

## Onderscheidingen
- 2001: Grand Prix LBFA